# Municipalità locale di Knysna
Knysna è una municipalità locale (in inglese Knysna Local Municipality) appartenente alla municipalità distrettuale di Eden  della provincia del Capo Occidentale in Sudafrica. 
In base al censimento del 2001 la sua popolazione è di 51.469 abitanti.
La sede amministrativa e legislativa è la città di Knysna e il suo territorio si estende su una superficie di 1.058 km² ed è suddiviso in 8 circoscrizioni elettorali (wards). Il suo codice di distretto è WC048.

## Geografia fisica

### Confini
La municipalità locale di Knysna confina a nord con il District Management Areas WCDMA04, a est con quella di Bitou, a sud con l'Oceano Indiano e a ovest con quella di George.

### Città e comuni
- Barrington
- Bongani
- Buffelsbaai
- Brenton-on-Sea
- Karatara
- Khayalethu South
- Knysna
- Noetzie
- Old Place
- Rheenendal
- Sedgefield
- Swartvlei
- Xolweni